# Muhammad Hatta
Mohammad Hatta (12 de agosto de 1902 - 14 de marzo de 1980) nació en Bukittinggi, Sumatra Occidental, Indias Orientales Neerlandesas (actualmente Indonesia). Fue el primer vicepresidente de Indonesia, posteriormente ocupa el cargo de primer ministro. Conocido por el apelativo de "El Proclamador", junto con otros indonesios incluido Sukarno el primer presidente de Indonesia, pelea por la independencia contra los neerlandeses. Aunque lucha por la independencia de Indonesia, había estudiado en Holanda desde 1921 hasta 1932, y había cursado su educación primaria en escuelas neerlandesas en Indonesia.
A menudo se lo recuerda a Mohammad Hatta con el apelativo de Bung Hatta ('Bung' es un mote fraterno que se utiliza con los colegas, el cual era popular a comienzos de siglo y que aún es utilizados por los indonesios).

## Algunas publicaciones
- Mohammad Hatta (1957). The Co-operative Movement in Indonesia. Ithaca, N.Y.: Cornell University Press.
- Mohammad Hatta (noviembre  de 1961). «Colonialism and the Danger of War». Asian Survey 1 (9): 10-14. doi:10.1525/as.1961.1.9.01p15003.
- Mohammad Hatta (marzo  de 1965). «One Indonesian View of the Malaysia Issue». Asian Survey 3 (5): 139-143.